# Фрай, Штефан
Ште́фан Фрай (англ. и нем. Stefan Frei; род. 20 апреля 1986, Альтштеттен, Санкт-Галлен, Швейцария) — американский футболист германо-швейцарского происхождения, вратарь клуба MLS «Сиэтл Саундерс».

## Биография

### Ранние годы
Фрай родился в Альтштеттене. Некоторое время занимался в академии ФК «Санкт-Галлен». В 2001 году вместе с семьёй переехал из Швейцарии в США — из Виднау в калифорнийский Уолнат-Крик. Посещал старшую школу Де Ла Саль в Конкорде, где играл за школьную команду.
В 2005 году Фрай поступил в Калифорнийский университет в Беркли, где во время четырёхлетнего обучения три года выступал за студенческую команду в NCAA. Во время перерывов в занятиях он также играл за клубы из Premier Development League (четвёртый дивизион): «Сан-Франциско Силс» в 2006 году и «Сан-Хосе Фрогс» в 2007 и 2008 годах.

### Клубная карьера
На Супердрафте MLS 2009 Фрай был выбран в первом раунде под общим 13-м номером футбольным клубом «Торонто». Он сразу же стал основным вратарём клуба, дебютировав в профессиональном футболе 21 марта в первой игре «Торонто» в сезоне MLS 2009 года против «Канзас-Сити Уизардс». В сезонах 2010 и 2011 Штефан продолжал оставаться основным вратарём «красных». В декабре 2011 года в течение недели тренировался с «Ливерпулем». В марте 2012 года во время тренировки Фрай получил тяжёлую травму — перелом малоберцовой кости левой ноги в сочетании с разрывом связок голеностопного сустава, в результате чего пропустил сезон 2012 почти полностью. В строй он вернулся к началу сезона 2013 года и рассматривался в «Торонто» качестве основного вратаря, однако в предсезонном матче с «Коламбус Крю» в столкновении с форвардом соперников Райаном Финли получил перелом носа, потребовавший хирургическую операцию, из-за чего был вынужден пропустить старт сезона, и уступил конкуренцию за место первого номера показавшему надёжную игру в его отсутствие Джо Бендику. Весь сезон Фрай просидел на скамейке запасных за спиной Бендика, за год выйдя на поле только трижды — два раза в матчах Первенства Канады и один раз в матче MLS.
10 декабря 2013 года Фрай был обменян в «Сиэтл Саундерс» на условный пик первого раунда Супердрафта MLS 2015. В новом клубе он твёрдо завладел позицией в створе ворот, отыграв в сезоне MLS 2014 все 34 матча без замен. Штефан внёс значительный вклад в чемпионство «Сиэтла» в сезоне 2016 — в шести матчах плей-офф Кубка MLS четырежды оставлял собственные ворота в неприкосновенности, в том числе в финальной игре против своей прежней команды «Торонто», в которой «Саундерс» одолели соперника в серии послематчевых пенальти 5:4, в основное и дополнительное время совершил семь сэйвов и был признан самым ценным игроком матча за Кубок MLS. В 2017 году Фрай был выбран для участия в Матче всех звёзд MLS. В игре сборной звёзд MLS с мадридским «Реалом», прошедшей 2 августа, он вышел на второй тайм. По итогам сезона 2017 Штефан Фрай вместе с Андре Блейком и Тимом Милией попал в финальную тройку номинантов на звание лучшего вратаря MLS. Участвовал в финале Кубка MLS сезона 2019, в котором «Сиэтл» со счётом 3:1 обыграл «Торонто» и во второй раз стал чемпионом лиги. 12 мая 2021 года в матче против «Сан-Хосе Эртквейкс» Фрай получил травму левого колена, в результате которой у него образовался тромб. В стартовый состав «Саундерс» он вернулся 11 сентября, сыграв в матче против «Миннесоты Юнайтед». В Лиге чемпионов КОНКАКАФ 2022 Фрай отыграл во всех восьми матчах «Саундерс», не пропустив голов в четырёх из них, в том числе в ответном матче финала против мексиканского «Пумаса», завершившемся со счётом 3:0, за что был назван лучшим игроком и лучшим вратарём и был включён в символическую сборную турнира. 5 декабря 2023 года Фрай подписал с «Саундерс» новый двухлетний контракт до конца сезона 2025.

### Международная карьера
В 2000 году единственный раз Фрай защищал ворота юношеской сборной Швейцарии до 15 лет в матче со сверстниками из Шотландии.
В январе 2017 года Фрай был вызван в тренировочный лагерь сборной США главным тренером Брюсом Ареной, хотя и не мог быть заигран за американцев из-за отсутствия гражданства. Лагерь он покинул преждевременно из-за полученного растяжения связок голеностопного сустава правой ноги. Гражданином США Фрай стал в июне 2017 года.

### Личная жизнь
Штефан Фрай приходится троюродным братом лучшему бомбардиру в истории сборной Швейцарии Александру Фраю.

## Статистика выступлений
| Выступление      | Выступление      | Выступление      | Лига | Лига | Плей-офф | Плей-офф | Кубок | Кубок | Континент | Континент | Остальные | Остальные | Итого | Итого |
| Клуб             | Лига             | Сезон            | Игры | ГП   | Игры     | ГП       | Игры  | ГП    | Игры      | ГП        | Игры      | ГП        | Игры  | ГП    |
| ---------------- | ---------------- | ---------------- | ---- | ---- | -------- | -------- | ----- | ----- | --------- | --------- | --------- | --------- | ----- | ----- |
| Торонто          | MLS              | 2009             | 26   | 38   | —        | —        | 3     | 1     | 2         | 1         | —         | —         | 31    | 40    |
| Торонто          | MLS              | 2010             | 28   | 37   | —        | —        | 2     | 0     | 3         | 6         | —         | —         | 33    | 43    |
| Торонто          | MLS              | 2011             | 27   | 49   | —        | —        | 4     | 2     | 0         | 0         | —         | —         | 31    | 51    |
| Торонто          | MLS              | 2012             | 0    | 0    | —        | —        | 0     | 0     | 1         | 2         | —         | —         | 1     | 2     |
| Торонто          | MLS              | 2013             | 1    | 1    | —        | —        | 2     | 6     | —         | —         | —         | —         | 3     | 7     |
| Торонто          | Итого            | Итого            | 82   | 125  | 0        | 0        | 11    | 9     | 6         | 9         | 0         | 0         | 99    | 143   |
| Сиэтл Саундерс   | MLS              | 2014             | 34   | 50   | 4        | 3        | 3     | 2     | —         | —         | —         | —         | 41    | 55    |
| Сиэтл Саундерс   | MLS              | 2015             | 31   | 33   | 3        | 5        | 0     | 0     | 1         | 0         | —         | —         | 35    | 38    |
| Сиэтл Саундерс   | MLS              | 2016             | 33   | 41   | 6        | 3        | 0     | 0     | 2         | 5         | —         | —         | 41    | 49    |
| Сиэтл Саундерс   | MLS              | 2017             | 33   | 36   | 4        | 2        | 0     | 0     | —         | —         | —         | —         | 37    | 38    |
| Сиэтл Саундерс   | MLS              | 2018             | 33   | 34   | 2        | 4        | 0     | 0     | 4         | 5         | —         | —         | 39    | 43    |
| Сиэтл Саундерс   | MLS              | 2019             | 34   | 49   | 4        | 5        | 0     | 0     | —         | —         | —         | —         | 38    | 54    |
| Сиэтл Саундерс   | MLS              | 2020             | 22   | 23   | 4        | 6        | —     | —     | 2         | 4         | 1         | 4         | 29    | 37    |
| Сиэтл Саундерс   | MLS              | 2021             | 17   | 16   | 1        | 0        | —     | —     | 2         | 3         | —         | —         | 20    | 19    |
| Сиэтл Саундерс   | MLS              | 2022             | 27   | 38   | —        | —        | 0     | 0     | 8         | 5         | —         | —         | 35    | 43    |
| Сиэтл Саундерс   | MLS              | 2023             | 32   | 28   | 4        | 4        | 0     | 0     | 1         | 3         | 1         | 1         | 38    | 36    |
| Сиэтл Саундерс   | Итого            | Итого            | 296  | 348  | 32       | 32       | 3     | 2     | 20        | 25        | 2         | 5         | 353   | 412   |
| Всего за карьеру | Всего за карьеру | Всего за карьеру | 378  | 473  | 32       | 32       | 14    | 11    | 26        | 34        | 2         | 5         | 452   | 555   |

## Достижения
Командные
 «Торонто»
- Победитель Первенства Канады: 2009, 2010, 2011, 2012

 «Сиэтл Саундерс»
- Чемпион MLS: 2016, 2019
- Победитель регулярного чемпионата MLS: 2014
- Обладатель Открытого кубка США: 2014
- Победитель Лиги чемпионов КОНКАКАФ: 2022

Индивидуальные
- Самый ценный игрок матча за Кубок MLS: 2016
- Участник Матча всех звёзд MLS: 2017
- Лучший игрок Лиги чемпионов КОНКАКАФ: 2022
- Лучший вратарь Лиги чемпионов КОНКАКАФ: 2022
- Сборная турнира Лиги чемпионов КОНКАКАФ: 2022